# Northampton Town Football Club
Maillots
Actualités
Le Northampton Town Football Club est un club de football anglais fondé en 1897. Le club, basé à Northampton, évolue lors de la saison 2024-2025 en League One (troisième division anglaise).
Le club de football n'est pas aussi reconnu que le club de rugby de la ville (les Northampton Saints), le club de rugby étant l'un des meilleurs d'Angleterre.

## Repères historiques
- Fondé en 1897, le club adopte un statut professionnel en 1901 et rejoint la League en 1920 (Division 3).
- Le 22 septembre 2010, Northampton, qui évolue en   Football League Two (quatrième division anglaise), réussit l'exploit d'éliminer le club de Liverpool lors du troisième tour de la League Cup. Score final : 2-2 et 4-2 aux tirs au but.
- À l'issue de la saison 2015-16, Northampton est promu en EFL League One (troisième division anglaise), où il passe 2 saisons.
- À l'issue de la saison 2017-18, le club est relégué en EFL League Two (quatrième division anglaise).
- Après deux saisons en EFL League Two à l'issue de la saison 2019-20, le club est de retour en EFL League One (troisième division anglaise) en remportant les barrages d'accession.
- À l'issue de la saison 2020-21, le club est relégué en EFL League Two (quatrième division anglaise).

## Palmarès
- Championnat d'Angleterre de deuxième division
  - Vice-champion : 1965

- Championnat d'Angleterre de troisième division
  - Champion : 1963
  - Vice-champion D3-Sud : 1928 et 1950

- Championnat d'Angleterre de quatrième division
  - Champion : 1987 et 2016
  - Vice-champion : 1976
  - Vainqueur des play-off : 2020

## Personnalités du club

### Entraîneurs
- jan. 2017-aout 2017 :  Justin Edinburgh
- aout 2017-2018 :  Jimmy Floyd Hasselbaink
- 2018-2019 :  Keith Curle

### Anciens joueurs
- / Gerard Lavin
- / Paul Tisdale
- Jason Dozzell
- Lee Crooks
- Marco Gabbiadini
- David Rennie
- Ron-Robert Zieler